# 阿維爾州
阿維爾州（英語：Aweil）是南蘇丹曾经的一個州，位在該國西北部。人口251,160人（2014年），首府阿維爾，下轄1市8郡。

## 行政區劃
下轄1市8郡：
- 阿維爾
- Buonchai
- Ajak
- Kongdek
- Ajuet
- Chimel
- Mayom Wel
- Barmayen
- Aroyo